# Albert Edward Kelly
Albert Edward Kelly (* 8. September 1914 in London; † 1994) war ein britischer Komponist und Dirigent.

## Leben
Albert Edward Kelly erhielt seine erste musikalische Ausbildung von seinem Vater, einem Mitglied der Grenadier Guards Band und Theatermusiker. Bereits 1928 trat er als Nachwuchsmusiker (ein sogenannter Junior Bandsman) den Royal Dragoon Guards bei. Während des Zweiten Weltkriegs diente Kelly bei den 4th/7th Royal Dragoon Guards der British Army, nahm an der alliierten Landung bei Arromanches-les-Bains teil und wurde im Juli 1944 verletzt. Nach Kriegsende studierte er ab 1946 zunächst an der Militärmusikakademie Royal Military School of Music, anschließend am Royal College of Music und an der Royal Academy of Music. Kelly wurde Militärkapellmeister und leitete von 1951 bis 1961 die Militärmusik des Royal Sussex Regiments. Danach wechselte er in die öffentliche Verwaltung und war bis 1979 leitender Angestellter im British Civil Service.
Kelly war seit 1942 verheiratet; er hatte zwei Söhne und eine Tochter.

## Werk
Kelly verfasste vor allem Marschmusik. Zu seinen bekanntesten Stücken zählen der Arnhem March (Kellys Regiment erlitt während der Operation Market Garden schwere Verluste) und der Arromanches March (benannt nach Arromanches-les-Bains, in deren Nähe Kelly während des D-Day landete).

### Werke für Blasorchester
- 1956 Arnhem March
- 1981 Bridget’s Serenade (auch unter dem Titel Summer Serenade erschienen)
- 1982 Amsterdam Harbour March
- Arromanches March
- The Gimlets March
- Holiday in Spain (auch unter dem Titel Three Bagatelles erschienen)
- Utopia March

## Aufnahmen (Auswahl)
- H M Kongens Gardes Musikkorps (1991, Musica, MULP 404), H M Kongens Gardes Musikkorps, Ivar Andresen (Dirigent) – Arnheim March.
- We Love a Parade (1993, Chandos, CHAN 4527), Sellers Engineering Band, Phillip McCann und Norman Law (Dirigenten) – Arromanches March.
- D-Day: The 50th Anniversary (1994, Souvenir, SRCD 321), The Central Band of The Royal British Legion, E. P. Whealing (Dirigent) – Arromanches March.
- The Band of the Household Cavalry (Life Guards and Blues & Royals) – Arnhem, auf Youtube